# Wolfram SystemModeler
Wolfram SystemModeler, разработанный компанией Wolfram Research, является платформой
для математического и компьютерного моделирования физико-технических и био-химических
объектов и систем на базе языка Modelica. Он предоставляет интерактивную графическую
среду для математического и компьютерного моделирования, а также множество конфигурируемых
библиотек компонентов.

## Функциональные возможности
Среди функциональных возможностей Wolfram SystemModeler можно отметить:
- использование за основу непатентованного, объектно-ориентированного языка Modelica, опирающегося на уравнения.
- графический пользовательский интерфейс для drag-and-drop моделирования.
- текстовый пользовательский интерфейс для моделирования на языке Modelica при помощи уравнений, симулирования, документирования и анализа.
- некаузальное (компонентно-ориентированное) и каузальное (блочно-ориентированное) моделирование.
- многодоменное моделирование, включающее:
  - механику (в одном и в трех измерениях)
  - электронику
  - гидравлику
  - термодинамику
  - элементы управления
  - системную биологию
- интеграция с системой Mathematica для анализа и документирования моделей и результатов компьютерного симулирования.

## Версии
Изначально разработанный компанией MathCore Engineering под названием MathModelica, продукт был приобретён
компанией Wolfram Research 30 мая 2011 года и выпущен под названием Wolfram SystemModeler 23 мая 2012 года с улучшенной интеграцией с системой Mathematica, выпускаемой компанией Wolfram Research.